# Diner
Diner – pamiątkowa jednostka monetarna Andory, wydawana oficjalnie od roku 1977 (wcześniej jedynie w krótkich nieoficjalnych seriach). Przeznaczona do celów kolekcjonerskich, nie jest używana w normalnym obiegu pieniężnym. Występuje jedynie w formie monet – srebrnych, złotych i bimetalicznych (m.in. brąz z miedzioniklem, także złoto z platyną) oraz tri-metalicznych. Jednostką podwielokrotną wobec dinera jest centym (cèntim): 1 D. = 100 c.
Występują monety o nominałach 1, 2, 5, 10, 25, 50 c oraz 1, 2, 5, 10, 20, 25 i 50 D. Wydawane są okolicznościowo, np. przy okazji ważnych wydarzeń (m.in. igrzysk olimpijskich albo mistrzostw świata w piłce nożnej) lub różnego rodzaju rocznic.
Przybliżony nieoficjalny przelicznik wynosił od 100 do 125 peset hiszpańskich lub ok. 5 franków francuskich za 1 diner, a po wprowadzeniu w Hiszpanii i we Francji systemu walutowego euro – od 0,60 do 0,75€ za 1D.
W Andorze rozliczenia finansowe do roku 1999 prowadzone były w hiszpańskich pesetach i francuskich frankach, a obecnie – w euro.